# KINO
KINO – słoweński kanał telewizyjny poświęcony filmom. Należy do przedsiębiorstwa Pro Plus. Został uruchomiony w 2013 roku.